# Le Mandalorien
Din Djarin
Pour les articles homonymes, voir Mandalorien (homonymie).
Personnage de fiction apparaissant dans
Star Wars.
Din Djarin, dit Le Mandalorien, est un personnage fictif de l'univers étendu de Star Wars, qui apparait dans la série télévisée de Disney + The Mandalorian qui suit ses aventures. Orphelin depuis son enfance, il a été adopté par les Mandaloriens et est devenu un chasseur de primes et un guerrier, bien qu'il abandonne cette profession après avoir sauvé un très jeune enfant de la même espèce que Yoda qu'il était censé capturer et livrer, ce qui l'entraîne dans une quête galactique pour le ramener à son peuple. Mais cet enfant, Grogu, choisit de rester en sa compagnie après avoir suivi une brève formation de Jedi auprès de Luke Skywalker. Din Djarin finit par adopter officiellement le petit être vert qui devient Din Grogu, après qu'ils ont aidé Bo-Katan Kryze à réunifier tous les Mandaloriens et à reconquérir leur planète Mandalore.

## Univers
L'univers de Star Wars se déroule dans une galaxie qui est le théâtre d'affrontements entre les Chevaliers Jedi et les Seigneurs noirs des Sith, personnes sensibles à la Force, un champ énergétique mystérieux leur procurant des pouvoirs psychiques. Les Jedi maîtrisent le Côté lumineux de la Force, pouvoir bénéfique et défensif, pour maintenir la paix dans la galaxie. Les Sith utilisent le Côté obscur, pouvoir nuisible et destructeur, pour leurs usages personnels et pour dominer la galaxie.

## Histoire

### AvantThe Mandalorian
Son enfance est marquée par la guerre des clones, durant laquelle son village est attaqué par les droïdes de combat de la Confédération des systèmes indépendants. Ses parents sont tués après l'avoir caché dans un abri. Din est alors sauvé par des Mandaloriens qui l'élèvent comme l'un des leurs bien qu'il ne soit pas originaire de Mandalore. Il finit par rejoindre le clan dirigé par l'Armurière, celui-ci est contraint de rester caché à cause des persécutions de l'Empire galactique,.
Son clan fait partie des Héritiers de la Death Watch, un groupuscule qui suit les règles très strictes de la Voie de Mandalore, elles l'interdisent notamment de retirer son casque sous peine d'expulsion,,,. Le reste de la société mandalorienne ne suit pas ces règles.
Il intègre la Guilde des chasseurs de primes et se fait connaître sous le surnom de Mando. Il travaille avec différents groupes de mercenaires qu'il quitte souvent dans des circonstances peu enviables. Pour remplir ses missions, il fait l'acquisition du Razor Crest, un ancien vaisseau de guerre de la flotte de la République galactique. Il est par conséquent absent des fichiers de l'Empire galactique et de la Nouvelle République, ce qui permet au Mandalorien de voler en toute discrétion.

### The Mandalorian- saison 1
Cinq ans après la chute de l'Empire Galactique, des Mandaloriens se sont cachés sur la planète Nevarro, et Din Djarin a rejoint la guilde des chasseurs de primes, dirigée par Greef Karga. Ce dernier lui remet un contrat provenant d'un ex-Impérial, qui consiste à capturer un enfant de la même espèce que Yoda,. Le Mandalorien accomplit le contrat avec l'aide d'un droïde assassin IG-11. Cependant, en voulant repartir, il retrouve son vaisseau, le Razor Crest pillé par des Jawas. En échange des pièces volées, il doit récupérer l'œuf d'une bête féroce. C'est au cours de cet affrontement que l'Enfant révèle ses pouvoirs de Jedi,.
De retour à Nevarro, Djarin remet l'Enfant à l'Impérial, mais poussé par le remords, il décide, par la suite, d'aller le libérer. Cette violation des règles de la guilde lui vaut d'avoir une prime sur sa tête, et il ne parvient à quitter Nevarro qu'avec l'intervention de l'enclave mandalorienne. Il parcourt la Bordure Extérieure en quête de contrats et se fait quelques alliés — telle l'ex-shock trooper rebelle Cara Dune, ou l'ancien travailleur Impérial Kuiil — mais il ne peut rester longtemps au même endroit, ayant tous les chasseurs de primes de la guilde à ses trousses,,.
Finalement, Djarin reçoit un message de Greef Karga: L'ex-Impérial est revenu avec une armée et a pris la ville où siège la guilde. Si le Mandalorien accepte d'éliminer le Client, la prime sur sa tête sera annulée. Djarin rassemble ses alliés et fait route sur Nevarro pour remplir cette mission avec Karga. Mais alors qu'ils s'apprêtent à accomplir leur plans, les stormtroopers ouvrent le feu, tuant le Client et son escorte. Il s'avère que le Client n'était qu'un émissaire, envoyé par un personnage bien plus dangereux.
Quand ce dernier arrive et dévoile l'identité et le passé de Djarin et de chaque membre de son groupe, le Mandalorien reconnait l'individu : Moff Gideon (en), censé être mort, le seul Impérial qui aurait pu connaître le passé et l'identité du Mandalorien,. Après un affrontement avec les forces Impériales, au cours duquel l'Enfant les sauve avec ses pouvoirs, Din Djarin et ses alliés rejoignent l'enclave mandalorienne, pour découvrir qu'elle a été abandonnée. La dernière mandalorienne sur place, l'Armurière, lui remet un Jetpack après lui avoir révélé l'existence d'êtres aux pouvoirs semblables à ceux de l'Enfant, l'Ordre Jedi, et expliqué qu'il devait ramener l'Enfant auprès de ceux-ci,. Din Djarin et son groupe quittent la ville, poursuivis par Moff Gideon aux commandes d'un Chasseur TIE. Le Mandalorien utilise son jetpack pour saboter le chasseur et le faire se crasher, puis décide de repartir ramener l'Enfant, ignorant que Moff Gideon a survécu au crash.

### The Mandalorian- saison 2
Par la suite, les Mandaloriens s'étant dispersés, Din Djarin tente de retrouver au moins l'un d'entre eux pour qu'il le guide vers les Jedi, afin d'accomplir sa mission. C'est lors de cette quête, à l'occasion d'un passage sur Tatooine, que Djarin retrouvera l'armure de Boba Fett des mains de Cobb Vanth. Il s'arrangera pour la récupérer afin de la restituer aux siens.
Au cours de son voyage, Din Djarin fera route vers la lune de Trask où il rencontrera enfin des Mandaloriens. La cheffe de ce groupe est Bo-Katan, héritière du clan Kryse de Mandalore et survivante de la Grande Purge. Elle lui apprendra qu'il vient du clan Death Watch qu'elle considère comme une secte de fanatiques. Cependant, Bo-Katan acceptera de révéler l'emplacement d'un Jedi si Djarin accepte d'aider le groupe à aborder un cargo Impérial gardé par des stormtroopers. Son objectif est de "reformer Mandalore" et pour cela, elle a besoin de remonter jusqu'à Moff Gideon qui possède le sabre noir (ce qu'elle ne lui explique pas). La capture du cargo ayant réussi, elle propose à Djarin de les accompagner dans leur quête, mais il refuse et souhaite continuer sa propre mission. Bo-Katan tient alors sa promesse et lui indique qu'il trouvera la Jedi Ahsoka Tano dans la ville de Calodan, sur la planète Corvus.
Une fois arrivé à Corvus, il retrouve la Jedi Ahsoka Tano. Cette dernière analyse l'enfant dont on en sait plus : il s'appelle Grogu, il suivait une formation d'apprenti-jedi dans le temple jusqu'à l'ordre 66 où il est évacué par une personne inconnue. Après analyse, Ahsoka décide de ne pas former Grogu car il est trop lié affectivement au Mandalorien : en effet, l'enfant n'écoute que ce dernier, avec qui il préfère interagir plutôt qu'avec la Jedi. Toutefois, cette dernière indique au Mandalorien de se rendre à l'ancien temple Jedi sur Tython afin que l'enfant trouve son chemin auprès d'un éventuel maître Jedi.
Sur Tython, Grogu se met en transe dans le temple. Din rencontre Boba Fett et son alliée Fennec Shand avec qui il s'allie contre des troupes de stormtroopers. Boba récupère son armure ce qui précipite l'élimination de la totalité des troupes ennemies, mais le croiseur impérial de Gideon apparait et après avoir détruit le Razor Crest d'un tir orbital, des dark troopers kidnappent Grogu maintenant endormi. Din Djarin embarque alors sur le vaisseau de Boba Fett, le Slave I, demander l'aide de Cara Dune qui est désormais marshal sur Nevarro. Avec l'aide de Boba Fett, Cara Dune, et des night owls de Bo-Katan Kryze, il prend d'assaut le vaisseau de Moff Gideon, libère Grogu, récupère le sabre laser noir dont il devient le propriétaire contre son gré, et au moment où la petite équipe est en mauvaise posture sous les assauts des droïdes Dark Troopers, Luke Skywalker apparaît, les défait, et demande à Din Djarin de lui remettre l'enfant afin qu'il puisse le former. La deuxième saison de The Mandalorian s'achève sur les adieux entre Din Djarin (qui enlève son casque) et Grogu, emmené à bord de son X-Wing par Luke Skywalker.

### Le Livre de Boba Fett
Dans son combat pour régner sur la ville de Mos Espa à Tatooïne, Boba Fett, assisté de Fennec Shand, fait appel au Mandalorien. Depuis le départ de Grogu, Din Djarin a repris ses activités de chasseur de primes. Après un contrat, il retrouve l'armurière qui lui demande de fondre sa lance en Beskar qu'elle considère comme trop dangereuse. L'armurière apprend en interrogeant Din Djarin qu'il a retiré son casque et est désormais un "apostat", banni du clan. Il se rend sur Tattooine pour acheter un nouveau vaisseau à Peli Motto. Celle-ci lui propose un nouveau modèle différent du Razor Krest qu'elle reconstruit et modifie avec lui. Ce nouveau vaisseau est très rapide et très maniable. A ce moment-là, Fennec vient lui demander son aide, qu'il accepte gratuitement.
Avant de se joindre à eux, Din Djarin se rend à bord de son nouveau vaisseau sur la planète forestière où Luke Skywalker entraîne Grogu, avec le souhait d'en faire le premier élève de son académie Jedi qu'il est en train de faire construire. Mando veut revoir Grogu et lui apporte un cadeau, une petite armure en cotte de mailles, faite à partir de sa lance en Beskar qui a été fondue à cet effet. Sur cette planète, il retrouve Ahsoka Tano, qui le dissuade de partir à la rencontre de son jeune ami, arguant que ce dernier est fortement attaché à lui et que le voir ne ferait que compliquer les choses. Le Mandalorien acquiesce, laisse l'armure à Tano, et repart sur Tatooïne où la guerre contre le Syndicat des Pykes se prépare. A l'intérieur de la future académie Jedi, Luke, assis en face de Grogu, lui donne le choix. Soit il prend le sabre laser de Yoda, et il suivra la voie des Jedi, devenant le padawan de Luke, soit il saisit l'armure en Beskar et ira retrouver Mando. Ce qui est finalement le choix de l'Enfant. Il se fait amener sur Taooïne par R2-D2 à bord du X-Wing de Luke et retrouve son ami mandalorien. Ensemble, ils aident Boba Fett Fett et Fennec Shand à triompher de leurs ennemis, après quoi ils repartent vers de nouvelles aventures.

### The Mandalorian- Saison 3
Din Djarin n'est plus un Mandalorien, banni par l'armurière pour avoir enlevé son casque. Il est informé par l'armurière mandalorienne que la seule façon pour lui de « redevenir un mandalorien » est d'aller se baigner dans les eaux sacrées d'une mine de la planète Mandalore. Cette planète a été littéralement pulvérisée et rendue impropre à la vie au cours d'une guerre passée face aux forces impériales. Mais Din Djarin décide de s'y rendre coûte que coûte avec son compagnon Grogu. Il se rend chez Bo-Katan pour demander la route vers les mines de Mandalore, bien qu'elle le prenne pour un fou. En explorant la planète en ruine, Din se fait capturer par un cyborg et envoie Grogu chercher Bo-Katan. Celui-ci s’exécute et revient avec Bo-Katan qui vient au secours de Din et tuant le cyborg cannibale avec le sabre noir de Din qu'elle a ramassé par terre. Tous les trois reprennent la quête vers les eaux vivantes des mines. Din parvient avec l'aide de Bo-Katan Kryze qui lui sauve la vie, à se baigner dans ces eaux vivantes. Mais en lui sauvant la vie, Bo-Katan a vu le Mythosaure, une créature légendaire.
Sur le chemin du retour, Din et Bo-Katan assistent impuissants à la destruction de la demeure de Bo-Katan par des chasseurs impériaux. N'ayant plus de demeure, Bo-Katan est invitée à suivre Din Djarin à rallier le clan mandalorien d'où il a été banni. Là-bas, il prouve sa rédemption à l’armurière qui le réintègre. Bo-Katan n'ayant pas retiré son casque depuis la baignade est également intégrée au clan.
Alors que Grogu commence à se former aux arts mandaloriens, Din et Bo-Katan montrent leur bravoure en sauvant un enfant Mandalorien qui est attaqué par un prédateur. Plus tard, Nevarro est attaquée par Gorian Shard qui prend possession de la planète et Greef Karga appelle Din Djarin à l'aide. Ce dernier réussit à convaincre ses congénaires d'aller sauver Nevarro en échange d'un territoire pour eux. Après une longue bataille, les pirates sont défaits et Greef Karga leur confie des territoires. Les Mandaloriens ont désormais une nouvelle terre. L'armurière donne pour mission à Bo-Katan de réunir les différents clans mandaloriens. Din et Grogu l'accompagnent.
Bo-Katan cherche à retrouver son ancienne équipe de mercenaires mandalorienne basée sur la planète Plazir-15. Mais le gouverneur de Plazir-15 confie aux deux Mandaloriens l'enquête sur une vague d'agressions des droïdes sur la population. Après avoir démasqué le coupable, les deux mandaloriens sont autorisés de retrouver l'équipe mandalorienne. Mais Bo-Katan a du mal à convaincre son ancienne équipe à la rallier, car celle-ci ne possède pas le sabre noir. Pourtant, Din lui annonce que le sabre appartient désormais à Bo-Katan, car elle a défait l'ennemi qui l'a défait (en tuant le cyborg cannibale sur Mandalore). Ainsi, l'équipe de mercenaire se rallie à Bo-Katan. Ensemble, ils entreprennent de réunifier tous les peuples de Mandalore, à reconquérir leur planète, et à éliminer le malfaisant Moff Gideon. Après la victoire, Din Djarin adopte officiellement son « apprenti » qui devient Din Grogu, ils se voient offrir un  domicile sur la planète Nevarro par leur ami Greef Karga, et repartent tous deux à l'aventure.

## Caractéristiques
Le Mandalorien est un guerrier sévère, ingénieux et efficace,,. Il manie très bien le blaster et il n'y a que quelques personnages de la série, telle que Cara Dune, qui sont en mesure de l'égaler au corps-à-corps,. Din Djarin est quelqu'un de méthodique lorsqu'il doit se battre, chasser ou isoler ses ennemis afin de pouvoir les éliminer un par un. C'est un personnage solitaire qui travaille presque toujours seul, il est cependant prêt à accepter de l'aide s'il en a besoin. Ainsi, il accepte l'aide de Kuiil et Cara Dune durant la première saison. Il propose également de travailler avec le droïde assassin IG-11 pour capturer Grogu lors du premier épisode. Le Mandalorien parle peu et ne partage que les informations qu'il juge nécessaires avec ses coéquipiers,. Pedro Pascal, l'acteur qui l'interprète, a déclaré qu'il essaye de rendre son personnage le plus humain possible, malgré le fait que son visage soit toujours caché par un casque. Il a dit : « L'idée est de pouvoir s'identifier à lui. Nous sommes tous comme recouverts par une armure et l'idée de la retirer nous terrifie, et c'est ce qui fait que nous avons vraiment envie de le suivre. »,. Le journaliste Spencer Kornhaber de The Atlantic explique que le Mandalorien est l'un des nombreux personnages de la franchise Star Wars à porter un casque, c'est selon lui le moyen par lequel les gens essaient d'atteindre la perfection et l'indifférence des machines. Il a déclaré que lorsque le Mandalorien retire son casque pour la première fois, l'action n'est pas présentée comme un évènement majeur ou la révélation d'une identité secrète, il s'agit au contraire d'un rappel que ce laconique cow-boy/chevalier de l'espace est simplement un homme. Din Djarin prend très au sérieux les us et coutumes des Mandaloriens, il a énormément de respect pour la culture de ce peuple qui l'a adopté et élevé. Il le montre lorsqu'il donne une partie de ses primes aux orphelins. La mort de ses parents, tués par des droïdes de combat, lui a fait détester tous les droïdes en général.
Pedro Pascal trouve que le Mandalorien est moralement plus ambigu que les autres personnages de Star Wars, le décrivant comme un « héros sombre »,,. Il déclare : « Je pense que la morale de Star Wars peut être très spécifique, du genre blanc et noir, il y a les gentils et les méchants, et ici nous jouons avec les limites de cela, et c'est traité d'une manière très intéressante avec ce personnage. Il n'a rien du héros idéal. »,. Selon Pascal, le Mandalorien cherche à faire les bonnes actions, mais son devoir de chasseur de primes et celui de guerrier sont souvent en conflit avec ça,. Carl Weathers dit à propos du personnage : « Le Mandalorien est, je pense, comme tous les autres personnages de The Mandalorian. Il y a quelque chose en lui de très égoïste et égocentrique, mais aussi de très altruiste et humain. Il y a de l'humanité en lui. »,. Au début de la série, le Mandalorien montre une personnalité froide, ignorant les supplications des gens qu'il chasse et capture. Le fait qu'il a travaillé avec les mercenaires de Ran Malk avant les évènements racontés dans The Mandalorian, montre qu'il a moins de valeurs morales avant que la série commence,. Cela est bien illustré dans le chapitre 6 : Le Prisonnier, quand l'un des mercenaires avec qui il fait équipe, Xi'an, fait allusion à des actes cruels commis par le Mandalorien sur Alzoc III, Din Djarin se refuse à parler de ces évènements. L'introduction de Grogu dans le chapitre 1 : Le Mandalorien, permet toutefois de l'humaniser et de montrer qu'il n'est pas immoral. Selon le créateur de la série, Jon Favreau, et l'une des réalisatrices, Deborah Chow, la scène du chapitre 3 : Le Péché où le Mandalorien décide de retourner chercher Grogu est un tournant pour le personnage. Chow a déclaré : « Après avoir pris cette décision il n'y avait plus de retour en arrière possible. Il venait de changer à jamais son existence. ». Le développement moral du Mandalorien est visible dans le chapitre 6 lorsqu'il intervient pour sauver la vie d'un soldat de la Nouvelle République, cela alors qu'il sait que sa mort l'aiderait. Dans ce même épisode, le Mandalorien préfère emprisonner plutôt que tuer ses compagnons qui viennent de le trahir. Cela démontre sa conscience morale.

## Concept et création

### Conception

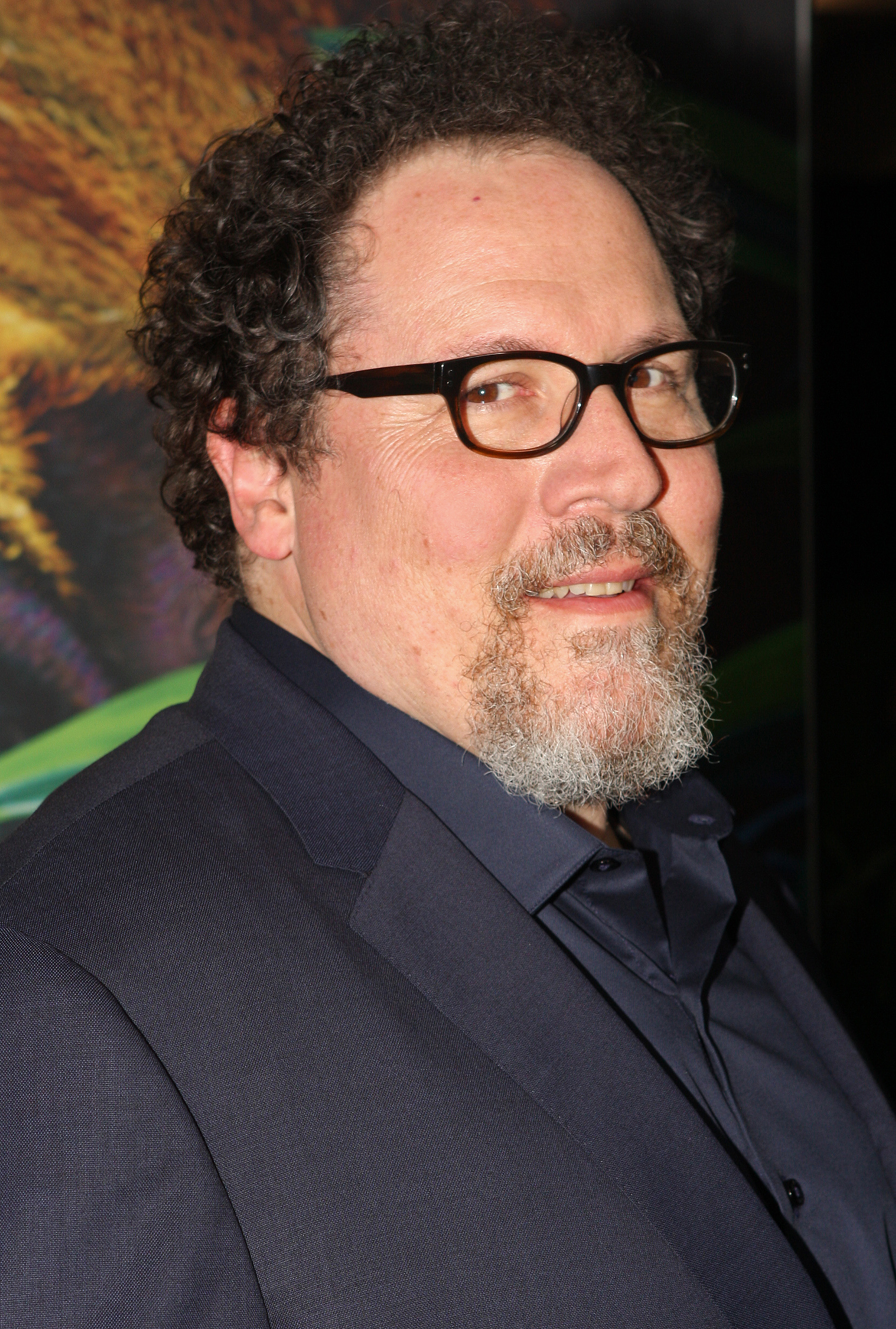
Jon Favreau est le créateur du Mandalorien et de The Mandalorian.

C'est Jon Favreau, créateur et producteur de The Mandalorian, qui imagine le personnage du Mandalorien. Favreau est un fan de la saga Star Wars, les Mandaloriens sont son groupe de personnages préféré, il en a d'ailleurs doublé un dans la série télévisée d'animation The Clone Wars,. Le personnage principal de la série est le premier Mandalorien à apparaître dans une œuvre en prise de vue réelle, le concept n'a jamais été utilisé dans les films. Cependant, la culture mandalorienne apparaît dans plusieurs œuvres dérivées de la saga telles que The Clone Wars et Rebels. Boba Fett est associé aux Mandaloriens dans plusieurs livres mais jamais dans les films,. Lorsque Favreau a conçu le personnage de Din Djarin, il a cherché à reproduire l'aspect et l'esthétique de la trilogie originale, en particulier celui et celle du premier film, La Guerre des étoiles, sorti en 1977. De nombreux artistes de Lucasfilm participent à la création des concept art lors du développement de la série, parmi lesquels : Christan Alzmann, Doug Chiang, Ryan Church (en), Nick Gindraux, Jama Jurabaev et John Park.

Le personnage est partiellement inspiré de Clint Eastwood, en particulier de L'Homme sans nom qui apparaît dans les films de western spaghetti de la Trilogie du dollar réalisée par Sergio Leone,,,,. Lorsque Pedro Pascal se demande comment son personnage réagirait ou bougerait, il se demande : « Qu'est-ce que Clint ferait ? »,. Le Mandalorien est aussi inspiré des samouraïs présents dans les films japonais du réalisateur Akira Kurosawa,,. À propos de l'influence de celui-ci, Pascal a déclaré : « C'est esthétiquement et surtout narrativement construit sur le genre de l’iconique as de la gâchette/manieur d'épée solitaire »,. Pour le préparer à son rôle, Jon Favreau suggère à Pedro Pascal de visionner les chanbara de Kurosawa et les western de Leone avec Clint Eastwood. Par conséquent, Pascal a notamment regardé Le Garde du corps et Le Bon, la Brute et le Truand, sortis respectivement en 1961 et 1966,. Han Solo, l'un des personnages principaux de la saga Star Wars, est également une source d'influence pour la performance de Pascal,,.
Le 3 octobre 2018, Jon Favreau poste sur Instagram un court synopsis de la série incluant une brève description du personnage principal. Il y est décrit comme étant « un as de la gâchette solitaire vivant dans les contrées éloignées de la galaxie, loin de la juridiction de la Nouvelle République. »,,,. Plus tard, Favreau a déclaré : « Il s'agit d'un personnage que vous n'avez jamais rencontré avant, à une période jamais vue. »,. La première image du Mandalorien est dévoilée le 4 octobre 2018,,. Le genre et d'autres détails concernant le personnage ne le sont alors pas. En se basant sur ces photos, Germain Lussier de Gizmodo le décrit comme étant quelqu'un « d'imposant, dont la présence inspire la confiance, portant une armure mandalorienne mélangeant des ajouts personnels et fonctionnels. »,. Pour le producteur exécutif de la série Dave Filoni, le Mandalorien est un survivant qui essaie juste de vivre et de trouver sa voie, ce qui le rend unique en comparaison des autres personnages de la saga, en particulier des Jedi,. Le nom et le visage du personnage n'étant pas encore dévoilés, beaucoup supposent qu'il s'agit d'un personnage déjà vu dans la saga. Certains spéculent qu'il s'agirait de Boba Fett, mais Lucasfilm réfute rapidement cette hypothèse et les créateurs de la série font la différence entre les deux personnages lors d'interviews,,,.
Les premiers extraits de The Mandalorian sont dévoilés le 14 avril 2019 lors de la Star Wars Celebration à Chicago. Ils incluent des scènes du premier épisode où le Mandalorien reçoit des instructions de Greef Karga et du Client,,. Din Djarin est également mis en avant dans les première et seconde bandes annonces sorties respectivement le 23 août 2019 et 28 octobre 2019,,,. À cette même dernière date, une affiche mettant uniquement en vedette le Mandalorien est dévoilée,.

### Costume
Le costume du Mandalorien a été conçu par les artistes Brian Matyas et Joseph Porro, puis créé par l'entreprise Legacy Effects.

## Interprétation

### Pedro Pascal

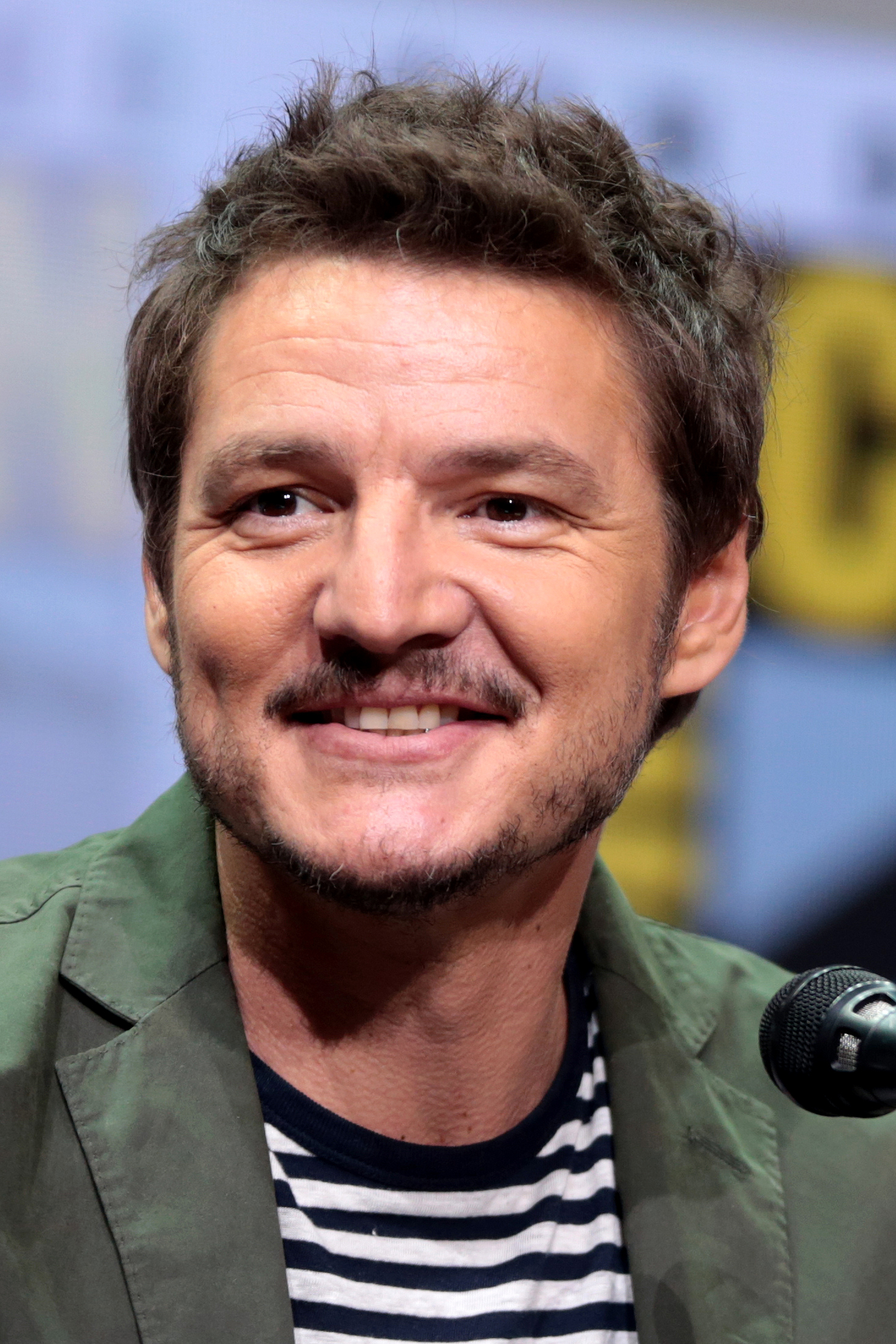
Pedro Pascal interprète et double le Mandalorien.

Le Mandalorien est principalement interprété par Pedro Pascal,,. Lors de la plupart des apparitions du personnage, c'est lui qui porte l'armure. Cependant c'est toujours sa voix qui peut être entendue lorsque le personnage parle, même lorsque c'est un autre acteur qui l'interprète,. Pascal n'est pas le seul acteur que la production envisage pour le rôle du Mandalorien. Son agent est approché par Jon Favreau afin de discuter d'une nouvelle production. À ce stade, Pedro Pascal ignore s'il s'agit d'un film, d'une série ou d'autre chose. Les deux hommes se rencontrent au bureau du producteur, la table est couverte de concept art de la future série,. En même temps qu'il lui explique son projet, Favreau montre à Pascal un dessin du Mandalorien. L'acteur le confond avec Boba Fett, mais le producteur le corrige. Lors de ce rendez-vous, Pascal essaie le casque du personnage et note qu'il lui va parfaitement,,. Oscar Isaac, qui est l'interprète de Poe Dameron dans la troisième trilogie de Star Wars et un ami de longue date de Pascal, le presse d'accepter le rôle,,. Selon Pascal, les encouragements d'Isaac lui ont permis d'avoir plus confiance en ce projet.
Pedro Pascal est un fan de Star Wars depuis son enfance. Son épisode préféré est L'Empire contre-attaque sorti en 1980, il a pour lui : « marqué de façon indélébile ma mémoire et mon imagination d'enfant »,,,,. Il apprécie beaucoup le personnage de Boba Fett dont il a possédé une figurine étant jeune,. Pascal pense que cela l'a motivé pour interpréter le Mandalorien qui lui ressemble beaucoup, il déclare : « Ils me veulent pour interpréter la chose la plus cool vue dans Star Wars. »,.
La production de la série commence en 2018, quelques semaines avant que l'acteur interprétant le Mandalorien ne soit sélectionné,. Durant ce laps de temps, certaines scènes sont tournées avec des doublures et des photos promotionnelles sont dévoilées au public. Il faut attendre le 12 décembre 2018 pour qu'il soit officiellement annoncé que Pedro Pascal est choisi pour le rôle principal. Germain Lussier de Gizmodo déclare : « Pascal est un excellent acteur avec une présence unique et nous sommes prêts pour le voir traquer et tirer sur des gens à travers la galaxie. »,. Lors d'une interview en novembre 2019, Pascal révèle par erreur le véritable nom de son personnage : Din Djarin,.